# Zeidora neritica
Zeidora neritica is een slakkensoort uit de familie van de Fissurellidae. De wetenschappelijke naam van de soort is voor het eerst geldig gepubliceerd in 2005 door Espinosa, Ortea & Fernandez-Garcés.